# ジョエル・ホイットバーン
ジョエル・カーヴァー・ホイットバーン（Joel Carver Whitburn、1939年11月29日 - 2022年6月14日）は、アメリカ合衆国の著作家、音楽史家。日本語では、ジョエル・ウィットバーンとして言及されることもある。

## 業績
ホイットバーンは、『ビルボード』誌の音楽やビデオのチャートを検討するリサーチャーのチームを集め、1970年にウィスコンシン州メノモニー・フォールズでレコード・リサーチ社 (Record Research Inc.) を設立した。レコード・リサーチは、様々なポピュラー音楽のチャートのデータに基づいた参考図書類を200冊以上出版しており、現在も50冊ほどがカタログに載っている。ホイットバーンの著作を代表するのが、『Top Pop Singles』のシリーズで、これは『ビルボード』誌のポピュラー音楽のチャートの歴史をカバーするものである。レコードに録音された楽曲ごとの最高位、チャート入りした週の数、レーベル、その他の情報や、録音やアーティストたちに関するトリビアなどが盛り込まれているホイットバーンの本は、エンターテイメント業界（特にDJたち）や音楽ファンたちの間で広く用いられている。彼の調査の対象は、1890年から現代まで広がっており、数多くのジャンルがカバーされている。
ホイットバーンは、ビルボード・ブックスから刊行された『Top 40 Hits』シリーズの著者でもある。
2010年には、第9版にあたる『The Billboard Book of Top 40 Hits 1955–2009』が刊行された。2014年、レコード・リサーチのポール・ヘイニー (Paul Haney) は、「第10版を出そうという計画はないし、もう新たな版が出るとは思えない。」と述べた。この発言に加え、2018年現在まで15年間『Billboard Book Of #1 Hits』の新しい版が刊行されていないことを踏まえると、新たな版が将来刊行されることはなさそうである。
同社のウェブサイトによると、『Top Pop Singles 1955-2015』は、既に刊行されている。
ホイットバーンは、熱心なレコード収集家であり、世界最大級のコレクションを、自宅の地下に所蔵している。彼のコレクションは、『ビルボード』誌のチャートに登場した78回転盤、45回転シングル盤、LP盤、CDのほとんどすべてを含んでいる。
ライノ・レコードとの協力で、ホイットバーンは150枚以上のコンピレーションCDをプロデュースしており、その多くは『ビルボード』誌のチャートに基づいて編まれたものである。
ホイットバーンのレコード・リサーチは、『ビルボード』誌にとっても最も長く提携してきたライセンス契約者であり、両者の関係は40年以上に及んでいる。

## 日本語訳のある業績

### 著書
- ビルボード・トップ10ヒッツ 1、音楽之友社、1992年
- ビルボード・トップ10ヒッツ 2、音楽之友社、1992年
- ビルボード・トップ10ヒッツ 3、音楽之友社、1993年

### 編書
- （舟見佳子 訳）ビルボード・トップ40アルバム：1955～1986、音楽之友社、1989年
- （久野理恵子 訳）ビルボード年間トップ40&トップ1000ヒッツ：1955-1987、音楽之友社、1989年